# Gare de Leman
Pour les articles homonymes, voir Leman.
La gare de Leman (anciennement rue du Chêne) est une halte ferroviaire de la ligne 125, de Liège à Namur, située sur le territoire de la commune de Flémalle, en Région wallonne, dans la province de Liège.
C'est une halte ferroviaire de la Société nationale des chemins de fer belges (SNCB) desservie par des trains omnibus (L) et d'heure de pointe (P).

## Situation ferroviaire
Établie à 71 m d'altitude, la gare de Leman est située au point kilométrique (PK) 10,0 de la ligne 125, de Liège à Namur, entre les gares de Flémalle-Grande et de Flémalle-Haute.

## Histoire
Cette gare est nommée ainsi en l'honneur du général Leman, héros de la Grande Guerre qui s'est illustré dans la défense de Liège. À Flémalle se trouvait d'ailleurs l'un des 12 forts de la Position fortifiée de Liège.
La gare de la rue du Chêne fait partie des points d'arrêt créés en 1886 à la hauteur de plusieurs passages à niveau de la ligne Nord - Belge de Namur à Liège. Elle prend son nom actuel en 1937.

## Service des voyageurs

### Accueil
Halte SNCB, c'est un point d'arrêt non géré (PANG) à accès libre.

### Dessertes
Leman est desservie par des trains Omnibus (L) et d'heure de pointe (P) de la SNCB qui effectuent des missions entre Liège-Guillemins et Namur (certains trains étant limités à Huy). 
- en semaine, la desserte comprend un train L par heure dans chaque sens ;
- le week-end et les jours fériés ne circule qu'un train L toutes les deux heures.

Il existe également quelques trains supplémentaires (P) en semaine aux heures de pointe :
- un train P, le matin, reliant Statte à Liège-Guillemins ;
- deux autres (un le matin et un l'après-midi) reliant Liège-Guillemins à Huy ;
- un train P, l'après-midi, relie Huy à Liège-Guillemins.

### Intermodalité
Le stationnement des véhicules est difficile à proximité. Le parking le plus proche est situé Place du village à 100m des quais.

## Comptage voyageurs
Le graphique et le tableau montrent le nombre de passagers qui en moyenne embarquent durant la semaine, le samedi et le dimanche.
| Nombre de voyageurs qui embarquent à la gare de Leman | Nombre de voyageurs qui embarquent à la gare de Leman | Nombre de voyageurs qui embarquent à la gare de Leman | Nombre de voyageurs qui embarquent à la gare de Leman |
|                                                       | Semaine                                               | Samedi                                                | Dimanche                                              |
| ----------------------------------------------------- | ----------------------------------------------------- | ----------------------------------------------------- | ----------------------------------------------------- |
| 1977                                                  | 159                                                   | 44                                                    | 24                                                    |
| 1978                                                  | 210                                                   | 50                                                    | 21                                                    |
| 1979                                                  | 173                                                   | 34                                                    | 17                                                    |
| 1980                                                  | 181                                                   | 41                                                    | 14                                                    |
| 1981                                                  | 209                                                   | 43                                                    | 25                                                    |
| 1982                                                  | 175                                                   | 28                                                    | 17                                                    |
| 1983                                                  | 198                                                   | 34                                                    | 14                                                    |
| 1984                                                  | 155                                                   | 25                                                    | 27                                                    |
| 1985                                                  | 130                                                   | 31                                                    | 15                                                    |
| 1986                                                  | 115                                                   | 15                                                    | 11                                                    |
| 1987                                                  | 151                                                   | 21                                                    | 9                                                     |
| 1988                                                  | 113                                                   | 16                                                    | 12                                                    |
| 1989                                                  | 96                                                    | 17                                                    | 9                                                     |
| 1990                                                  | 84                                                    | 10                                                    | 7                                                     |
| 1991                                                  | 91                                                    | 15                                                    | 11                                                    |
| 1992                                                  | 81                                                    | 9                                                     | 9                                                     |
| 1993                                                  | 79                                                    | 26                                                    | 8                                                     |
| 1994                                                  | 68                                                    | -                                                     | -                                                     |
| 1995                                                  | 60                                                    | -                                                     | -                                                     |
| 1996                                                  | 65                                                    | -                                                     | -                                                     |
| 1997                                                  | 71                                                    | -                                                     | -                                                     |
| 1998                                                  | 91                                                    | -                                                     | -                                                     |
| 1999                                                  | 76                                                    | -                                                     | -                                                     |
| 2000                                                  | 138                                                   | -                                                     | -                                                     |
| 2001                                                  | 87                                                    | -                                                     | -                                                     |
| 2002                                                  | 97                                                    | -                                                     | -                                                     |
| 2003                                                  | 75                                                    | -                                                     | -                                                     |
| 2004                                                  | 49                                                    | -                                                     | -                                                     |
| 2005                                                  | 63                                                    | -                                                     | -                                                     |
| 2006                                                  | 65                                                    | -                                                     | -                                                     |
| 2007                                                  | 67                                                    | -                                                     | -                                                     |
| 2008                                                  | -                                                     | -                                                     | -                                                     |
| 2009                                                  | 61                                                    | -                                                     | -                                                     |
| 2010                                                  | -                                                     | -                                                     | -                                                     |
| 2011                                                  | -                                                     | -                                                     | -                                                     |
| 2012                                                  | 104                                                   | -                                                     | -                                                     |
| 2013                                                  | 100                                                   | -                                                     | -                                                     |
| 2014                                                  | 89                                                    | -                                                     | -                                                     |
| 2015                                                  | 74                                                    | -                                                     | -                                                     |
| 2016                                                  | 63                                                    | -                                                     | -                                                     |
| 2017                                                  | 64                                                    | -                                                     | -                                                     |
| 2018                                                  | 64                                                    | -                                                     | -                                                     |
| 2019                                                  | 76                                                    | -                                                     | -                                                     |
| 2020                                                  | 44                                                    | -                                                     | -                                                     |
| 2021                                                  | -                                                     | -                                                     | -                                                     |
| 2022                                                  | 90                                                    | -                                                     | -                                                     |
| 2023                                                  | 66                                                    | -                                                     | -                                                     |
| 2024                                                  | 94                                                    | -                                                     | -                                                     |